# 505
505（五百五、ごひゃくご）は自然数、また整数において、504の次で506の前の数である。

## 性質
- 505は合成数であり、約数は 1, 5, 101, 505 である。
  - 約数の和は612。
- 60番目の回文数である。1つ前は494、次は515。
  - 一桁の数を除くと50番目の回文数である。
- 156番目の半素数である。1つ前は502、次は511。
- 1/505 = 0.00198… (下線部は循環節で長さは4)
  - 逆数が循環小数になる数で循環節が4になる5番目の数である。1つ前は404、次は606。(オンライン整数列大辞典の数列 A069105)
- 各位の和が10になる44番目の数である。1つ前は460、次は514。
- 505 = 10 × (102 + 1)/2
  - n = 10 のときの n(n2 + 1)/2 の値とみたとき1つ前は369、次は671。
  - 10 × 10 の魔方陣の1列の和は 505 である。
- 505 = 82 + 212 = 122 + 192
  - 異なる2つの平方数の和で表せる151番目の数である。1つ前は500、次は509。(オンライン整数列大辞典の数列 A004431)
  - 2つの平方数の和2通りで表せる30番目の数である。1つ前は500、次は520。
- 505 = 92 + 102 + 182
  - 3つの平方数の和1通りで表せる106番目の数である。1つ前は480、次は532。(オンライン整数列大辞典の数列 A025321)
  - 異なる3つの平方数の和1通りで表せる125番目の数である。1つ前は499、次は532。(オンライン整数列大辞典の数列 A025339)
- 505 = 222 + 22 − 1 = 232 − 23 − 1
  - n = 22 のときの n2 + n − 1 の値とみたとき1つ前は461、次は551。(オンライン整数列大辞典の数列 A028387)
- 505 = 83 − 8 + 1
  - n = 8 のときの n3 − n + 1 の値とみたとき1つ前は337、次は721。(オンライン整数列大辞典の数列 A061600)
- 505 = 22 + 32 + 42 + 52 + 62 + 72 + 82 + 92 + 102 + 112

## その他 505 に関連すること
- 5月の3連続祝日の最終日にあたる5月5日の国民の祝日こどもの日のMMDDである。
- 505はエドウインのジーンズのシリーズ。
- 505はリーバイスのジーンズ。
- プジョー・505はプジョーの乗用車。
- 505はソニーのノートパソコン"VAIO"の初代モデル。
- 505 〜Five Oh! Five〜は、カーネーションのライブ・アルバム。
- DIGITAL J-WAVE 505
- ローランド・MC-505
- SQS-505
- セッション505
- はつらつスタジオ505
- U-505
- 7セグメントディスプレイでの表示で点対称な数である。